# Barbara Palvin
Barbara Palvin (Boedapest, 8 oktober 1993) is een Hongaars model.

## Persoonlijk leven
Palvin is geboren in Boedapest, Hongarije. Toen ze jonger was, zong ze en deed aan voetbal. Ze is sinds 15 juli 2023 getrouwd met acteur Dylan Sprouse.

## Modellencarrière
Palvin is in 2006 ontdekt in de straten van Boedapest. Ze was op dat moment 13 jaar oud. Ze had haar eerste editorial shoot in datzelfde jaar voor Spur Magazine.Vervolgens verhuisde Palvin naar Azië waar ze erg vaak geboekt werd. Sinds dat moment heeft Palvin op de cover gestaan van L'Officiel, Vogue Russia, Glamour Hongarije en Jalouse Magazine. Ze heeft ook model gestaan voor Armani Exchange, H&M en Pull and Bear.
In februari 2010 had ze haar catwalk debuut. Ze liep hier exclusief voor Prada tijdens de Milaan Fashion Week. Barbara Palvin heeft ook gelopen voor Louis Vuitton, Miu Miu, Nina Ricci, Emanuel Ungaro, Christopher Kane, Julien MacDonald, Jeremy Scott, Vivienne Westwood, Victoria's Secret, Etro en ze opende voor Chanel de pre-herfst show in 2011.
In 2012 werd ze een van de ambassadeurs van L'Oreal Paris (februari) en sindsdien staat ze model voor Victoria's Secret.
Palvin staat 40ste op de ranglijst van de top 50 vrouwelijke modellen door models.com. Ze wordt vaak vergeleken met het Russische model Natalia Vodianova. De Britse Vogue redacteur Miranda Almond zei dat ze voor Barbara gekozen hadden omdat ze zo'n mooi uiterlijk had, een kruising tussen een jonge Brooke Shields en Natalia Vodianova.